# Malaxis aurea
Malaxis aurea är en orkidéart som beskrevs av Oakes Ames. Malaxis aurea ingår i släktet knottblomstersläktet, och familjen orkidéer. Inga underarter finns listade i Catalogue of Life.